# FIFA-Fairplay-Preis
Der FIFA-Fairplay-Preis ist eine Auszeichnung, die seit 1987 jährlich von der FIFA verliehen wird. Er ehrt damit besonders faires und sportliches Verhalten auf oder neben dem Fußballplatz.
Die Ehrung wurde von 1991 bis 2009 bei der jährlichen FIFA World Player Gala verliehen. 2010 wurde die FIFA Ballon d’Or Gala ins Leben gerufen. Seit 2016 findet die Verleihung bei den The Best FIFA Football Awards statt.

## Preisträger
| Jahr | Name                                                          | Begründung |
| ---- | ------------------------------------------------------------- | --- |
| 1987 | Fans von Dundee United                                        | Für das vorbildliche Verhalten während der beiden UEFA-Cup-Endspiele gegen IFK Göteborg |
| 1988 | Frank Ordenewitz                                              | Ordenewitz hatte zugegeben, den Ball während des Spiels Werder Bremen gegen den 1. FC Köln im Strafraum mit der Hand gespielt zu haben, obwohl der Schiedsrichter dies nicht gesehen hatte.                              |
| 0    | Zuschauer des olympischen Fußballturniers 1988 in Seoul       | Die Zuschauer der Olympischen Spiele 1988 sorgten trotz des frühen Ausscheidens des koreanischen Teams für gute und faire Stimmung während des Turniers.                                                                 |
| 1989 | Fans von Trinidad und Tobago                                  | Für das faire Verhalten bei dem verlorenen WM-Qualifikationsspiel gegen die USA. |
| 1990 | Gary Lineker                                                  | In 15 Jahren erhielt der Engländer nicht eine einzige gelbe oder rote Karte. |
| 1991 | Spanischer Fußballverband                                     | Für den herausragenden Einsatz für Fairplay. |
| 0    | Jorginho                                                      | Der Brasilianer wurde für seine einzigartige Karriere und sein vorbildliches Verhalten auf und neben dem Platz geehrt.                                                                                                   |
| 1992 | Belgischer Fußballverband                                     | Für sein langjähriges Engagement für Fairness mit der Kampagne Fußball in Frieden und dem Hilfsprojekt Casa Hogar in Mexiko.                                                                                             |
| 1993 | Nándor Hidegkuti                                              | Für sein vorbildliches Verhalten als Spieler und Trainer. |
| 0    | Sambischer Fußballverband                                     | Nach einem tragischen Flugzeugunglück im April 1993, bei dem die halbe Nationalmannschaft ums Leben kam, formierte sich innerhalb weniger Monate eine neue Mannschaft.                                                   |
| 1994 | –                                                             | – |
| 1995 | Jacques Glassmann                                             | Der Franzose wurde für seinen mutigen Einsatz im Bestechungsskandal Valenciennes/Marseille geehrt. |
| 1996 | George Weah                                                   | Für sein unermüdliches Werben für den Fairplay-Gedanken. |
| 1997 | Irische Fans                                                  | Für ihr vorbildliches Verhalten insbesondere im WM-Qualifikationsspiel gegen Belgien. |
| 1998 | Fußballverbände Irans und der USA                             | Vor dem Spiel der beiden Nationen bei der WM tauschten die Spieler Blumen und Geschenke aus. |
| 0    | Nordirischer Fußballverband                                   | Der nordirische Fußballverband wurde für sein fortwährendes Engagement zur Versöhnung von Katholiken und Protestanten ausgezeichnet.                                                                                     |
| 1999 | Fußballfamilie von Neuseeland                                 | Für den maßgeblichen Anteil am großen Erfolg der U-17-Weltmeisterschaft. |
| 2000 | Lucas Radebe                                                  | Der südafrikanische Spieler wurde für seine Arbeit mit Kindern in seiner Heimat und für den Kampf gegen den Rassismus geehrt.                                                                                            |
| 2001 | Paolo Di Canio                                                | Statt unbedrängt ein Tor zu erzielen, nahm er den Ball in die Hand, um die Behandlung des verletzten gegnerischen Torwarts zu ermöglichen.                                                                               |
| 2002 | Fußballfamilien von Japan und Südkorea                        | Für die ansteckende Freude, der großen Euphorie und Gastfreundschaft und ihrem fairen Verhalten machten sie die WM 2002 zu einem großen Erfolg.                                                                          |
| 2003 | Fans von Celtic Glasgow                                       | Trotz der Niederlage im UEFA-Cup-Finale feierten 35.000 mitgereiste Fans nach dem Spiel ausgelassen und friedlich in Sevilla.                                                                                            |
| 2004 | Brasilianischer Fußballverband                                | Für das „Spiel für den Frieden“ zwischen Haiti und Brasilien. |
| 2005 | Fußballfamilie von Iquitos                                    | Für das Engagement der Einwohner der peruanischen Stadt Iquitos bei der Ausrichtung der U-17-Weltmeisterschaft 2005. |
| 2006 | Fans der WM 2006                                              | Fans aus aller Welt machten das Turnier in Deutschland zu einem einzigartigen und fairen Ereignis. |
| 2007 | FC Barcelona                                                  | Der spanische Verein, der Trikotwerbung lange ablehnte, trägt seit 2006 das Logo der UNICEF auf dem Trikot. |
| 2008 | Verbandspräsidenten und Spielführer der Türkei und Armeniens  | Beim WM-Qualifikationsspiel der beiden Nationen reichten sich die Präsidenten nach fast zwei Jahrzehnten diplomatischer Funkstille die Hände.                                                                            |
| 2009 | Sir Bobby Robson                                              | Der 2009 verstorbene Engländer wurde während seiner Karriere als Spieler und Trainer stets für seine Fairness geschätzt.                                                                                                 |
| 2010 | U-17-Frauennationalmannschaft Haitis                          | Für die Teilnahme an der CONCACAF-Meisterschaft trotz des verheerenden Erdbeben im Januar 2010. |
| 2011 | Japanischer Fußballverband                                    | Trotz der Tsunami-Katastrophe im März 2011 ließ sich das Land nicht unterkriegen. Bester Beweis ist die Frauennationalmannschaft, die bei der WM 2011 erstmals den Titel holte.                                          |
| 2012 | Usbekischer Fußballverband                                    | Für die besondere Fairness der Spieler, Fans und Funktionäre gegenüber allen anderen Vereinen des Profifußballs. |
| 2013 | Afghanischer Fußballverband                                   | Den Auswirkungen des Krieges zum Trotz ist es in Afghanistan gelungen, den Fußball von Grund auf zu entwickeln, eine Infrastruktur für den Sport zu schaffen, damit er wachsen kann, und eine nationale Liga aufzubauen. |
| 2014 | Volunteers bei den FIFA-Weltmeisterschaften                   | Ausgezeichnet wurden alle freiwilligen Helfer der letzten Weltmeisterschaften für ihre Hilfsbereitschaft, ihren Enthusiasmus und ihre Warmherzigkeit.                                                                    |
| 2015 | Flüchtlingshelfer im Weltfußball                              | Der Preis geht an alle Fußballorganisationen und -klubs, die sich in der Flüchtlingshilfe engagieren. |
| 2016 | Atlético Nacional                                             | Ausgezeichnet für den Verzicht auf die Copa Sudamericana 2016 zugunsten des von einem schweren Flugzeugabsturz betroffenen Finalisten Chapecoense.                                                                       |
| 2017 | Francis Koné                                                  | Der togoische Mittelstürmer rettete bereits mehrfach Gegenspielern das Leben, indem er nach Zusammenstößen schnell erste Hilfe leistete.                                                                                 |
| 2018 | Lennart Thy                                                   | Der deutsche Mittelstürmer wurde ausgezeichnet für den Verzicht auf eine Partie der VVV-Venlo zugunsten einer lebensrettenden Stammzellenspende.                                                                         |
| 2019 | Marcelo Bielsa und Leeds United                               | Für die widerstandslose Gewährung eines Gegentreffers im Spiel gegen Aston Villa, nachdem das Team zuvor nach der Verletzung eines gegnerischen Spielers ein umstrittenes Tor geschossen hatte.                          |
| 2020 | Mattia Agnese                                                 | leistete einem Gegner, der nach einem Zusammenstoß auf dem Spielfeld das Bewusstsein verloren hatte, erste Hilfe. |
| 2021 | Dänische Fußballnationalmannschaft und medizinisches Personal | für die Reanimation und den Sichtschutz von Christian Eriksen auf dem Spielfeld während des Gruppenspiels bei der Fußball-Europameisterschaft 2020 gegen Finnland                                                        |
| 2022 | Luka Lotschoschwili                                           | rettete Georg Teigl das Leben, nachdem er während eines Spiels zusammengebrochen war |
| 2023 | Brasilianische Fußballnationalmannschaft                      | verteidigte Mitspieler Vinícius Júnior, als er rassistisch angegriffen wurde |
| 2024 | Thiago Maia                                                   | Für seinen Hilfseinsatz bei den Überschwemmungen in Rio Grande do Sul. |

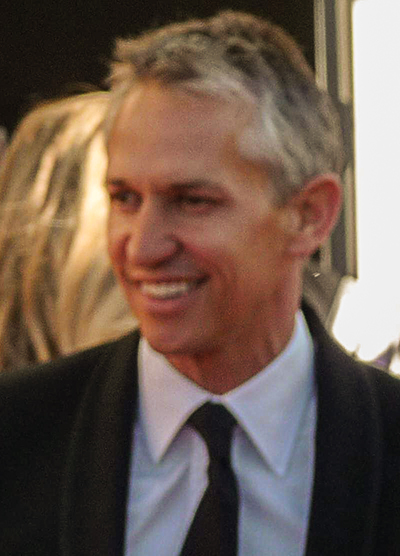
Gary Lineker, Preisträger 1990
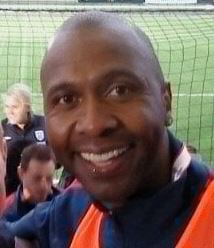
Lucas Radebe, Preisträger 2000
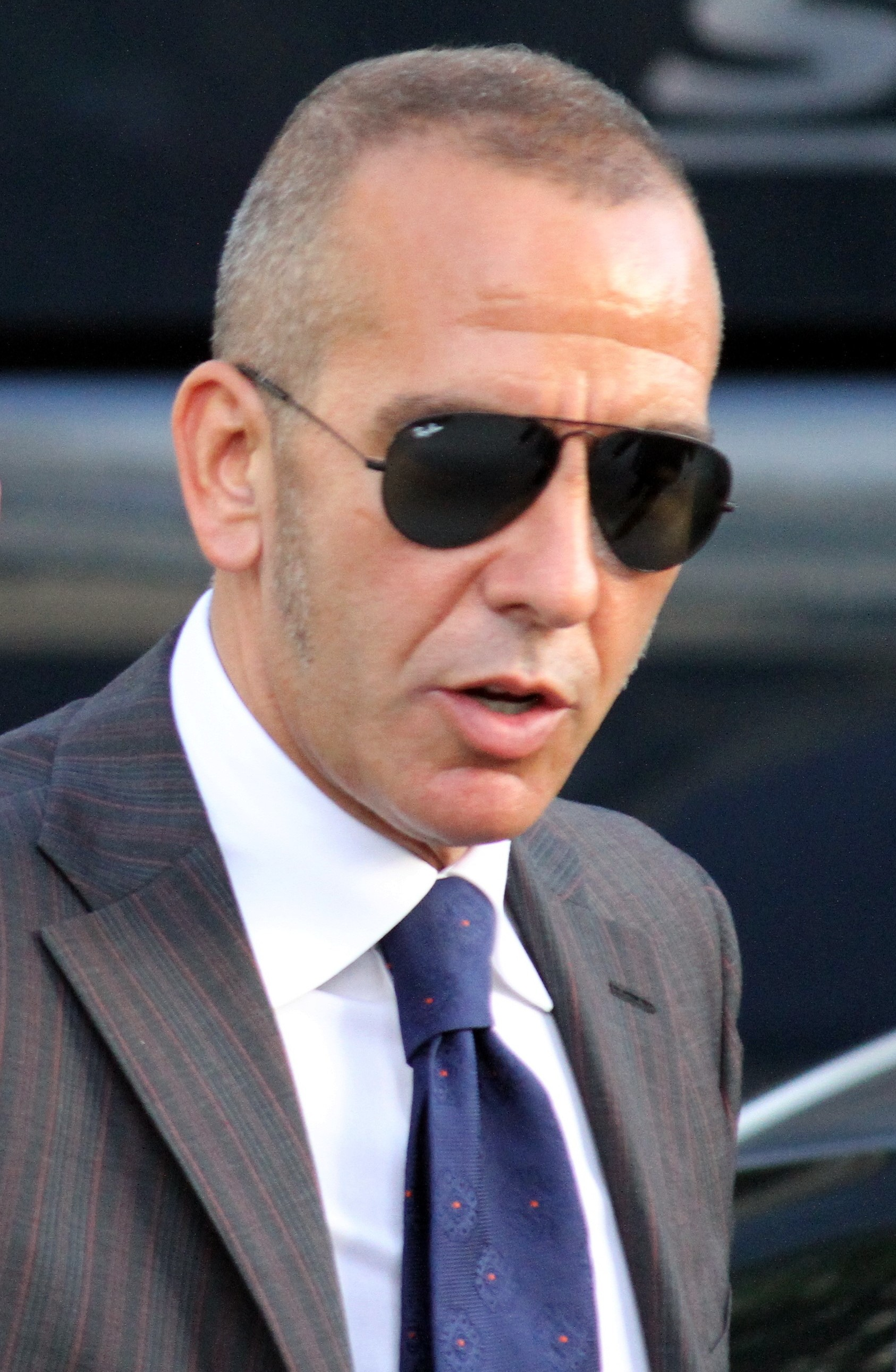
Paolo Di Canio, Preisträger 2001
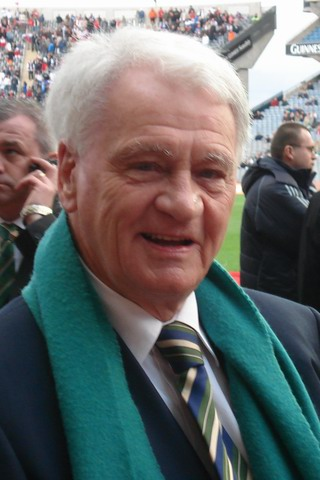
Sir Bobby Robson, Preisträger 2009
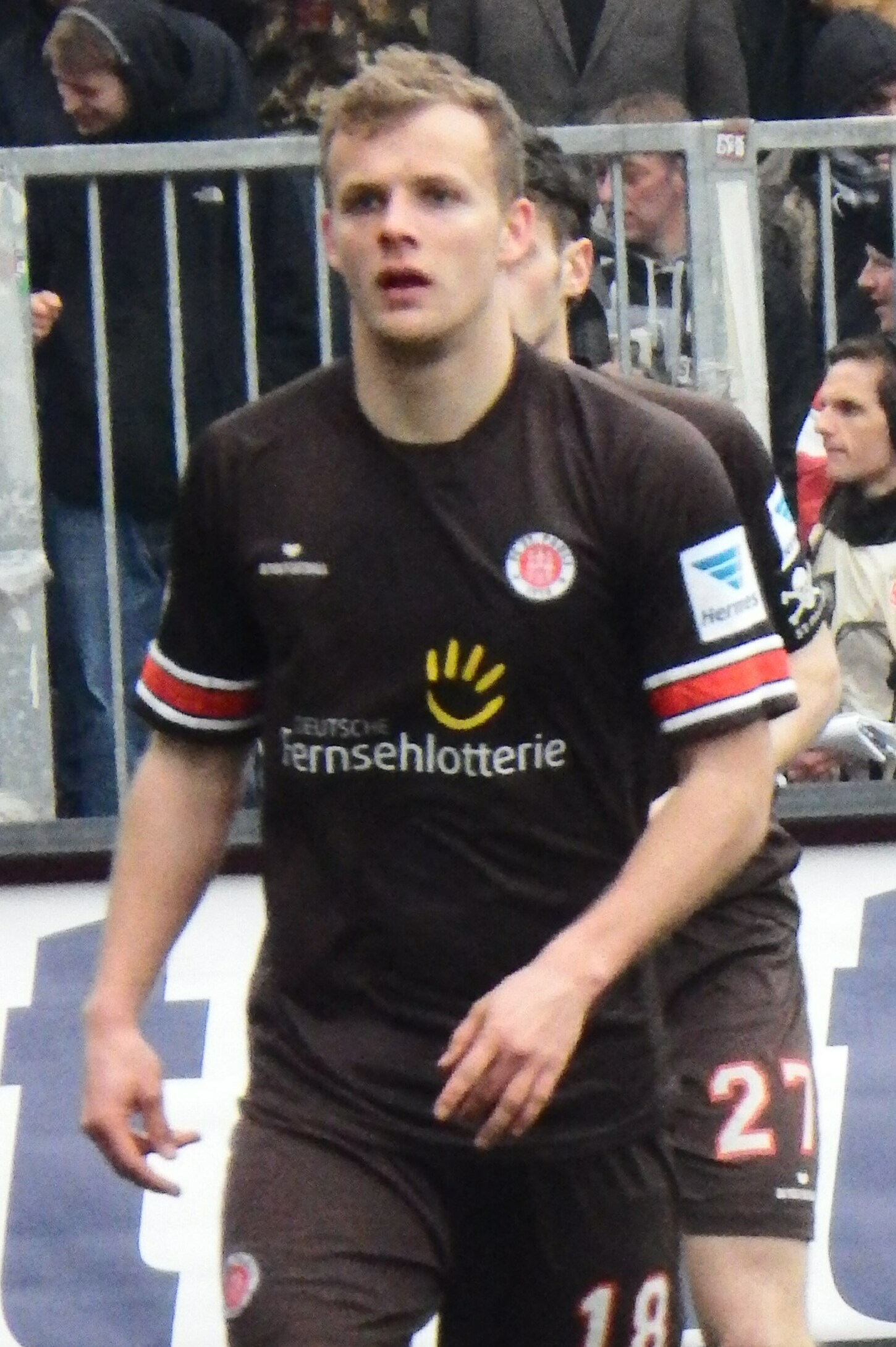
Lennart Thy, Preisträger 2018
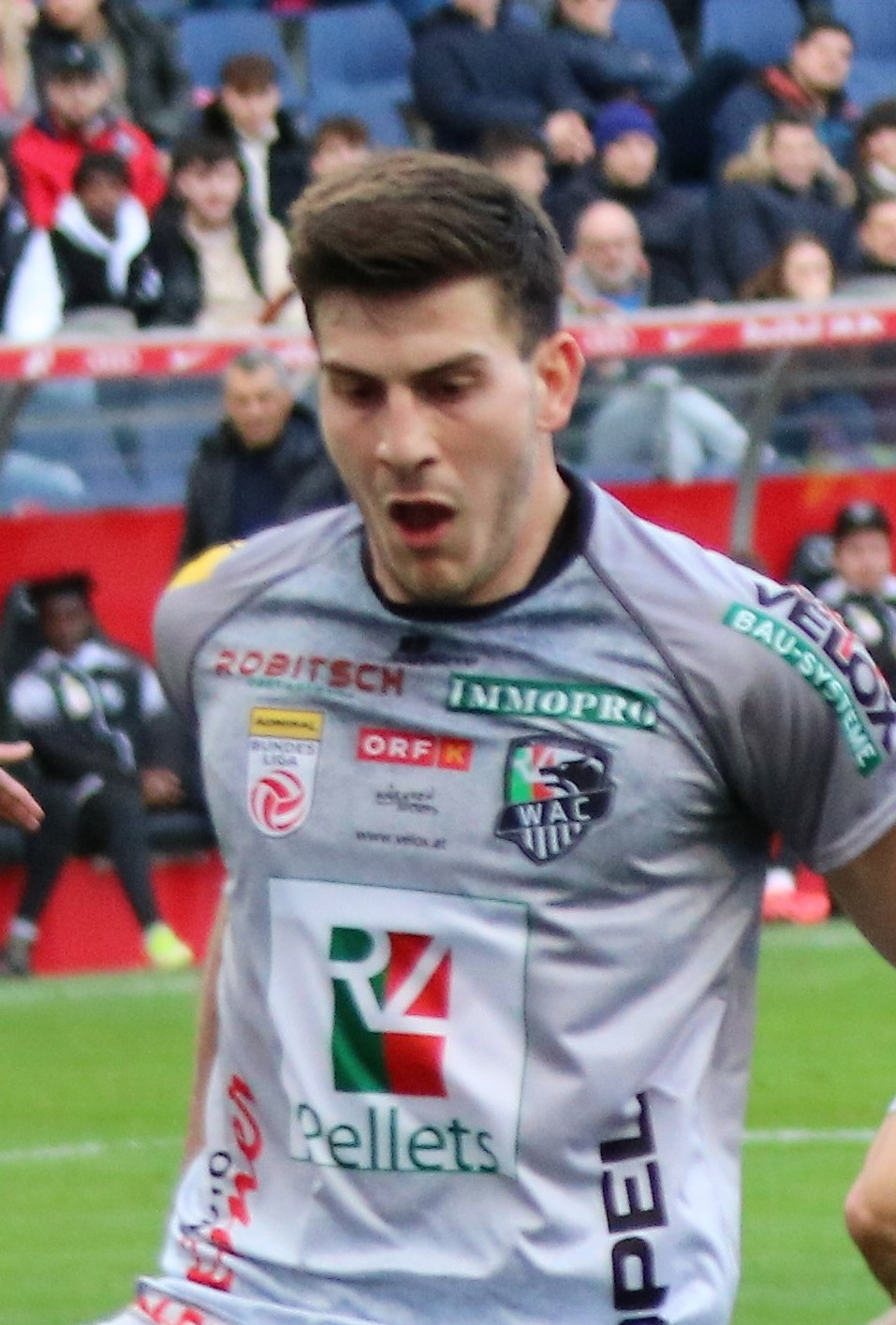
Luka Lotschoschwili, Preisträger 2022
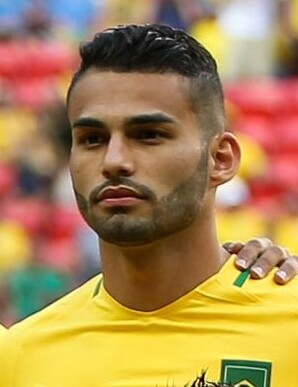
Thiago Maia, Preisträger 2024